# Earth Crisis
Earth Crisis is een metalcoreband uit Syracuse (New York). In de jaren negentig van de 20e eeuw was de band een van de belangrijkste vertegenwoordigers van het genre, en baarde deze opzien door zijn militante straight edge en veganistische levensovertuiging en door zijn steun aan dierenrechtenactivisme. De band bestond van 1991 tot 2001.
Met de mini-albums All out war, Firestorm en het volledige album Destroy the machines wist de band een selecte schare van liefhebbers te vergaren. De doorbraak kwam met het album Gomorrah's season ends uit 1996. Dit album zorgde ervoor dat de band kon overstappen van het undergroundlabel Victory Records naar het grote Roadrunner. Deze bracht de opvolger Breed the killers uit op cd, terwijl de vinylversie op Equal Vision Records verscheen. Hierna bracht de band nog het album Slither en het coveralbum Last of the sane uit, beide weer op Victory. Een aantal bandleden van Earth Crisis speelt nu in de band Path of Resistance.

## Bezetting
Muzikanten die in de loop der jaren in Earth Crisis speelden:
- Karl Buechner - zang
- Scott Crouse - gitaar
- Erick Edwards - gitaar
- Ian Edwards (Bulldog) - basgitaar
- Dennis Merrick - drums
- Kris Wiechmann - gitaar
- Michael Riccardi - drums
- Ben Read - gitaar

Tijdlijn

## Discografie
- All out war (1992)
- Firestorm (1993)
- Destroy the machines (1995)
- Gomorrah's season ends (1996)
- Breed the killers (1998)
- The oath that keeps me free: live (1998)
- Slither (2000)
- Last of the sane (2001, coveralbum)
- 1991-2001: Forever true (2001, muziekalbum en video/dvd)
- To The Death (2009, Century Media)
- Neutralize the Threat (2011, Century Media)
- Salvation of Innocents (2014, Candlelight Records)